# رئيس الجمهورية اللبنانية
رئيس الجمهورية في الدولة اللبنانية هو رئيس الدولة ورمز وحدة الوطن. يسهر على احترام الدستور والمحافظة على استقلال لبنان ووحدته وسلامة أراضيه وفقًا لأحكام الدستور. يرأس المجلس الأعلى للدفاع وهو القائد الأعلى للقوات المسلحة التي تخضع لسلطة مجلس الوزراء.

## طريقة انتخاب الرئيس
ينتخب رئيس الجمهورية بالاقتراع السري بغالبية الثلثين من مجلس النواب في الدورة الأولى، ويكتفي بالغالبية المطلقة في دورات الاقتراع التي تلي. وتدوم رئاسته ست سنوات ولا تجوز إعادة انتخابه إلا بعد ست سنوات لانتهاء ولايته. وتم خرق هذا الشرط في عهد الرئيس بشارة الخوري والرئيس إلياس الهراوي والرئيس إميل لحود حيث تم التمديد لهم لنصف فترة رئاسية بعد تعديل الدستور.
ولا يجوز انتخاب أحد لرئاسة الجمهورية ما لم يكن حائزًا على الشروط التي تؤهله للنيابة وغير المانعة لأهلية الترشيح. كما إنه لا يجوز انتخاب القضاة وموظفي الفئة الأولى وما يعادلها في جميع الإدارات العامة وسائر الأشخاص المعنويين في القانون العام مدة قيامهم بوظيفتهم وخلال السنتين اللتين تليان تاريخ استقالتهم وانقطاعهم فعليًا عن وظيفتهم أو تاريخ إحالتهم على التقاعد. وخرقت هذه القاعدة عدة مرات، والمرة الأخيرة كانت لانتخاب الرئيس السابق ميشال سليمان.
منذ انتهاء ولاية الرئيس السابق ميشال عون في أكتوبر 2022، يواجه اللبنانيون صعوبة في انتخاب رئيس جديد للجمهورية، بعد 13 محاولة فاشلة من البرلمان، بسبب عدم توافق سياسي بين القوى المختلفة على مرشح. هذه الحقيقة تضر، من بين أمور أخرى، بالدبلوماسية اللبنانية، كما صرحت بذلك الوزيرة الأمريكية السابقة دونا شلالا في نوفمبر/تشرين الثاني 2024: "لا يُمكن لأحد التفاوض مع دولة بلا رئيس". وفي 9 يناير 2025 تم انتخاب العماد جوزيف عون رئيسًا للجمهورية اللبنانية بعد سنتين من شغور المنصب.

## مهام وصلاحيات الرئيس
مهام رئيس الجمهورية يحسب الدستور اللبناني:

### الصلاحيات تجاه السلطة التشريعية
- لرئيس الجمهورية، بالاتفاق مع رئيس الحكومة، أن يدعو رئيس مجلس النواب إلى عقود استثنائية.
- لرئيس الجمهورية تأجيل انعقاد مجلس النواب إلى أمد لا يتجاوز شهرًا واحدًا.
- لرئيس الجمهورية، في حالات محددة، الطلب إلى مجلس الوزراء حلّ مجلس النواب قبل انتهاء عهد النيابة. فإذا قرّر مجلس الوزراء حلّ مجلس النواب، يصدر رئيس الجمهورية مرسوم الحلّ.
- يصدر رئيس الجمهورية القوانين وفق المهل المحددة في الدستور ويطلب نشرها.
- لرئيس الجمهورية، بعد اطلاع مجلس الوزراء، حق طلب إعادة النظر في القانون مرّة واحدة ضمن المهلة المحددة لإصداره.
- لرئيس الجمهورية مراجعة المجلس الدستوري في ما يتعلّق بمراقبة دستورية القوانين.
- لرئيس الجمهورية بعد مضي أربعين يومًا من طرح مشروع قانون معجّل على مجلس النواب وإدراجه في جدول أعمال جلسة عامة دون البتّ به أن يصدر مرسومًا قاضيًا بتنفيذه بعد موافقة مجلس الوزراء.
- لرئيس الجمهورية اقتراح إعادة النظر في الدستور فتقدّم الحكومة مشروع القانون إلى مجلس النواب.
- يصدر رئيس الجمهورية القانون المتعلق بتعديل الدستور ويحقّ له خلال المدّة المعينة للإصدار أن يطلب إلى مجلس النواب بعد اطلاع مجلس الوزراء إعادة المناقشة في المشروع مرّة أخرى.
- استثناءً على قاعدة عدم جواز فتح اعتماد استثنائي إلا بقانون خاص، لرئيس الجمهورية إذا دعت ظروف طارئة لنفقات مستعجلة أن يتخذ مرسوماً بناءً على قرار صادر عن مجلس الوزراء بفتح اعتمادات استثنائية. ويجب أن تعرض هذه التدابير على موافقة المجلس في أوّل عقد يلتئم فيه بعد ذلك.
- إنّ البت بمشروع الموازنة من قبل مجلس النواب شرط أساسي لممارسة السلطة التنفيذية مهامها كاملة لما تتطلبه هذه المهام من اعتمادات مالية. لذلك، ولعدم إعطاءمجلس النواب سلطة تعطيل عمل مجلس الوزراء، إذا لم يبت نهائيًا بمشروع الموازنة قبل الانتهاء من العقد المعيّن لدرسه، يعود لرئيس الجمهورية بالاتفاق مع رئيس الحكومة أن يدعو مجلس النواب فورًا لعقد استثنائي يستمر لغاية كانون الثاني لمتابعة درس الموازنة. وإذا قضى هذا العقد ولم يبتّ نهائيًا في الموازنة فلمجلس الوزراء أن يتخذ قرارًا، يصدر بناءً عليه عن رئيس الجمهورية مرسوم يجعل بموجبه المشروع بالشكل الذي تقدّم به إلى المجلس مرعيًا ومعمولًا به.

### الصلاحيات تجاه السلطة التنفيذية
- يسمي رئيس الجمهورية رئيس الحكومة المكلف بالتشاور مع رئيس مجلس النواب استنادًا إلى استشارات نيابية ملزمة يطلعه رسميًا على نتائجها، ويصدر مرسوم تسميته منفردًا.
- يصدر رئيس الجمهورية بالاتفاق مع رئيس مجلس الوزراء مرسوم تشكيل الحكومة.
- يصدر رئيس الجمهورية بالاتفاق مع رئيس مجلس الوزراء مراسيم قبول استقالة الوزراء أو إقالتهم بعد موافقة ثلثي أعضاء الحكومة.
- يصدر رئيس الجمهورية مراسيم قبول استقالة الحكومة أو اعتبارها مستقيلة.
- يترأس رئيس الجمهورية مجلس الوزراء عندما يشاء دون أن يشارك في التصويت ويطلعه رئيس مجلس الوزراء مسبقاً على المواضيع التي يتضمنها جدول أعمال المجلس وعلى المواضيع الطارئة التي ستبحث كما يعرض رئيس الجمهورية أي أمر من الأمور الطارئة على المجلس من خارج جدول الأعمال.
- يصدر رئيس الجمهورية المراسيم ويطلب نشرها. وله حقّ الطلب إلى مجلس الوزراء إعادة النظر في أي قرار من القرارات التي يتخذها المجلس خلال خمسة عشر يوماً من تاريخ إيداعه رئاسة الجمهورية.
- لرئيس الجمهورية أن يدعو مجلس الوزراء استثنائيًا كلّما رأى ذلك ضروريًا بالاتفاق مع رئيس الحكومة.
- يحيل رئيس الجمهورية مشاريع القوانين التي ترفع إليه من مجلس الوزراء إلى مجلس النواب. وله أن يوّجه إلى هذا الأخير رسائل عندما تقتضي الضرورة.
- يعتمد رئيس الجمهورية السفراء ويقبل اعتمادهم. ويتولى المفاوضة في عقد المعاهدات الدولية وإبرامها بالاتفاق مع رئيس الحكومة. ولا تصبح مبرمة إلاّ بعد موافقة مجلس الوزراء. على أن بعض المعاهدات لا يمكن إبرامها إلاّ بعد موافقة مجلس النواب.
- يرأس رئيس الجمهورية الحفلات الرسمية ويمنح أوسمة الدولة بمرسوم.
- يمنح العفو الخاص بمرسوم.

## القصور الرئاسية
يخلو الدستور من أي نص يحدد مركز رئاسة الجمهورية في حين تنصُّ المادة 26 من الدستور على أن تكون بيروت مركز الحكومة ومجلس النواب. وبصورة عامة، كان يطلق اسم القصر الجمهوري على مقرّ إقامة رئيس الجمهورية مع جهاز رئاسة الجمهورية حتى تمَّ بناء قصر بعبدا في الستينات، وكان الرئيس شارل حلو أول رئيس استقرَّ فيه.

### قصر القنطاري

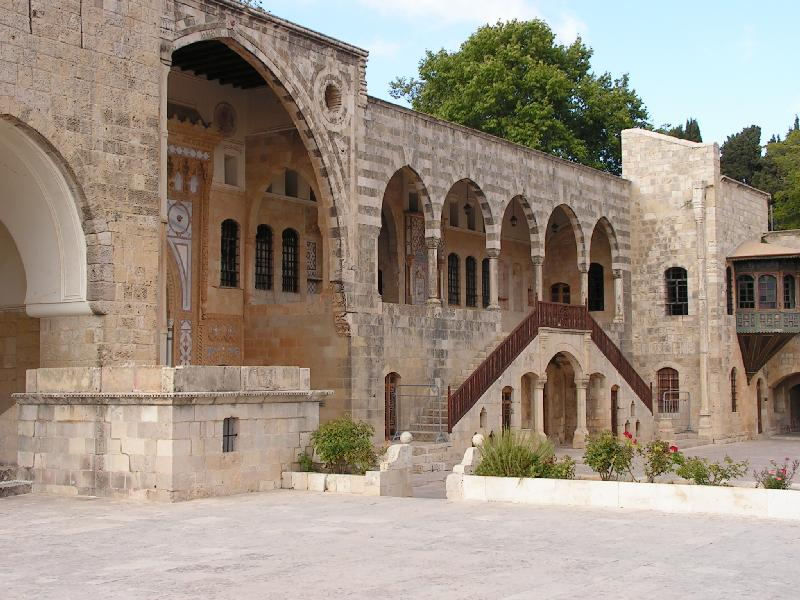
قصر بيت الدين

استأجرت الدولة اللبنانية قصر القنطاري بعد الاستقلال، وتحول إلى القصر الرئاسي، وقد شغله الرئيس بشارة الخوري، ومن بعده الرئيس كميل شمعون، الذي شهد نهاية عهده أحداث.

### قصر بيت الدين
اعتُمد قصر بيت الدين كمقر صيفي للرئاسة في عهد الرئيسين بشارة الخوري وكميل شمعون، غير أنه ابتداءً من عهد الرئيس الراحل اللواء فؤاد شهاب لم تنتقل رئاسة الجمهورية إلى قصر بيت الدين في فصل الصيف. وفي الواقع، اتّخذ غالبية الرؤساء قصر بيت الدين مقرًا لهم خلال الصيف ولو لفترة وجيزة باستثناء أمين الجميل وإلياس الهراوي.

### قصر بعبدا
شعر الحكم بعد أزمة عام 1958 بضرورة نقل مقر الرئاسة الأولى من العاصمة، فأقام الرئيس فؤاد شهاب شتاءً في الذوق وصيفًا في عجلتون، واستكملت في عهده المشروعات لبناء القصر الجمهوري في بعبدا. واتخذ الرئيس شارل حلو من قصر سن الفيل مقرًا للرئاسة، ثم انتقل إلى قصر بعبدا بعد أن أنجز بناؤه، ولما كان الدستور اللبناني ينص صراحة على أن بيروت العاصمة هي المقر الرئيسي لرئيس الجمهورية وللحكم، ولما كانت بعبدا خارج نطاق بيروت، أصدر حلو مراسيم هادفة إلى تكبير بيروت وضم بعبدا والضواحي إليها. وتوالى الإقامة في قصر بعبدا بعد الرئيس شارل حلو كل من الرؤساء سليمان فرنجيّة وإلياس سركيس وأمين الجميّل.

#### تدمير قصر بعبدا
لم يتمكن الرئيس إلياس الهرواي في سنوات حكمه الأولى من الإقامة في قصر بعبدا بسبب سيطرة ميشال عون عليه، وبعد أن أزيح في 13 أكتوبر 1990 من القصر بعملية عسكرية واسعة النطاق تهدم خلالها معظم أجنحة القصر فتقرر ترميمه وتجديده.
أقام الهراوي في البداية في ثكنة عسكرية للجيش اللبناني في البقاع، ثم انتقل في العام 1992 إلى محلة الرملة البيضاء في بيروت، وأقام في مبنى قدمه له الرئيس رفيق الحريري وبقي فيه نحو 3 سنوات قبل أن يعود إلى قصر بعبدا.

## المديرية العامة لرئاسة الجمهورية
هي الجهاز التنفيذي في رئاسة الجمهورية، حيث ينص القانون على إنه يتألف جهاز رئاسة الجمهورية من المديرية العامة لرئاسة الجمهورية. وتشرف المديرية العامة لرئاسة الجمهورية بصورة عامة على مهام رئاسة الجمهورية وتحضير جميع المستندات والنصوص القانونية والدراسات المتعلقة بالقضايا والنصوص المنتهية إلى رئاسة الجمهورية أو المعروضة عليها تمهيدًا لرفعها لقرار الرئيس.
وتتولى بشكل خاص دراسة مشاريع القوانين ومشاريع المراسيم ومشاريع النصوص الواردة أو المنتهية إلى رئاسة الجمهورية أو المعروضة عليها، تسجيل القوانين والمراسيم وسائر النصوص الأخرى الصادرة وتأمين نشرها وتبليغها إلى الإدارات المختصة وحفظ أصولها، درس المشاريع أو الشؤون أو القضايا الواردة أو المعروضة على رئاسة الجمهورية، تنظيم استقبالات الرئيس، ترتيب برامج ومتطلبات الزيارات الرسمية للرئيس داخل البلاد وخارجها، متابعة الشؤون المتعلقة بتشريفات الدولة وبالأوسمة، متابعة شؤون الصحافة والنشر والتغطية الإعلامية لنشاطات الرئيس وإعداد البيانات والبلاغات المعدة للنشر في رئاسة الجمهورية، السهر مع الأجهزة المختصة على سلامة الرئيس.
وتضم المديرية فرع الأمانة العامة، فرع الشؤون القانونية والإدارية، فرع الموازنة والشؤون الاقتصادية والاجتماعية والتربوية، فرع الشؤون الفنية، فرع المراسم والعلاقات العامة.

## لواء الحرس الجمهوري
يتولّى «لواء الحرس الجمهوري» تأمين الحماية الفعالة لرئيس الجمهورية وأفراد عائلته في الإقامة والانتقال وأماكن تواجدهم، وتأمين الحماية لملوك ورؤساء الدول الذين يستضيفهم الرئيس وجميع زواره الرسميين والدبلوماسيين وضيوفه، وتقديم مراسم التكريم والتشريفات المخصصة للرئيس ولأصحاب الاستحقاق من الرسميين اللبنانيين والأجانب، والدفاع الفعّال عن القصر الجمهوري ومحيطه وأي مكان آخر يقيم فيه الرئيس.

## المجلس الأعلى للدفاع
يترأس رئيس الجمهورية المجلس الأعلى للدفاع، الذي يقرر الإجراءات اللازمة لتنفيذ السياسة الدفاعية للدولة كما حددها مجلس الوزراء وتبقى مقررات المجلس الأعلى للدفاع سرية.
ويتألف المجلس، من رئيس الجمهورية رئيسًا، ورئيس الوزراء نائبًا للرئيس، وعضوية وزراء الدفاع، الخارجية، المالية، الداخلية، الاقتصاد.

## الأوسمة
يمنح رئيس الجمهورية، بحسب الدستور، أوسمة الدولة بموجب مرسوم:
- وسام الأرز الوطني: أنشئ بموجب قانون في العام 1936، ويخضع حاليًا لأحكام نظام الأوسمة. ويشمل خمس رتب: الوشاح الأكبر، ضابط أكبر، كومندور، ضابط، فارس.
- وسام الاستحقاق اللبناني: أنشئ بموجب قرار رفي العام 1922، ويشمل: الرتبة الاستثنائية، الوشاح الأكبر، أربع درجات عادية.

## وصلات خارجية
- رئاسة الجمهورية اللبنانية.